# Patrick Lambertz

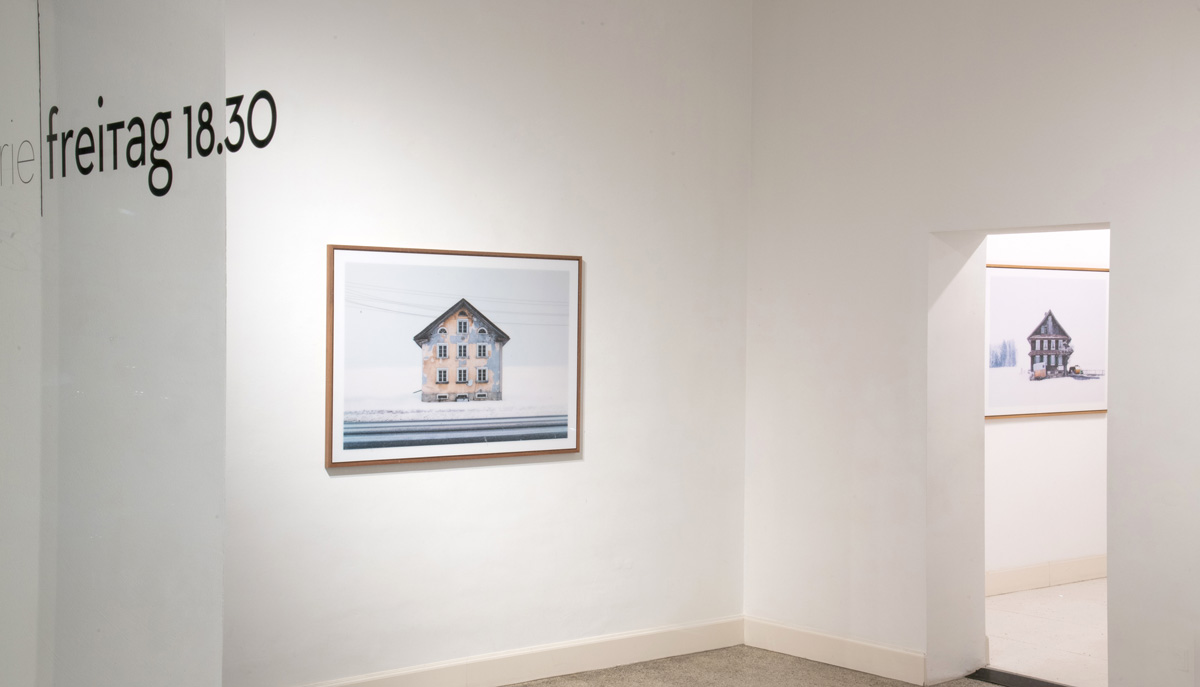
Ausstellung Chalets of Switzerland in der Galerie Freitag 18.30

Patrick Lambertz (* 29. Dezember 1972 in Aachen) ist ein deutscher Fotograf. Er lebt und arbeitet in Lachen/SZ in der Schweiz.

## Leben
Patrick Lambertz wurde als Sohn von Monika Stein (* 1948) und Bodo Wilhelm Lambertz (* 1948) geboren. In den späten Siebziger Jahren gründete der Vater zusammen mit seinem Bekannten Klaus Lorenz die Firma Audiophil, die mit HIFI und Fotoequipment handelte. Der Fotobereich der Firma besteht noch heute unter dem Namen Audiophil Foto. So kam Lambertz schon früh mit analoger Fotografie in Berührung und befasste sich mit den technischen Grundlagen von Fotografie und Filmentwicklung. Erste Einzel- und Gruppenausstellungen seiner Arbeiten fanden in Aachen statt. 1993 und 1994 war er jeweils Preisträger beim deutschen Jugendfotopreis mit Ausstellung in Leipzig.
1995 zog Lambertz nach Berlin, wo er zunächst bei verschiedenen Studentenfilmprojekten teilnahm und seine technischen Fotografie- und Filmkenntnisse durch ein Praktikum beim Geyer Filmkopierwerk vertiefte. Im Anschluss arbeitete er für Road Movies Filmproduktion und Wim Wenders, der ihn stilistisch durch Filme wie Paris, Texas und Fotobücher wie Written in the West seit seiner Jugend beeinflusst hat. Schon während seines Studiums war Lambertz im Film- und Theaterbereich tätig und war bei verschiedenen Produktionen als Filmeditor im Einsatz (Hotel Very Welcome von Sonja Heiss und Women Without Men von Shirin Neshat). Weitere Tätigkeiten folgten als Produktions- und Herstellungsleiter für Arte-Produktionen des französischen Regisseurs Jean-François Delassus und der Produktionsfirma Point Du Jour Productions.
Lambertz studierte von 1999 bis 2005 an der Hochschule für Film und Fernsehen Konrad Wolf in Babelsberg Regie bei Helke Misselwitz, Klaus Stanjek und Rosa von Praunheim und schloss das Studium als Diplom-Regisseur ab.
2008 erfolgte der Umzug in die Schweiz, wo Lambertz zunächst im Marketing der Sportartikelfirma  X-BIONIC seines Vaters tätig wurde. Seine Neugestaltung des X-BIONIC Messestands wurde 2009 mit dem iF Design Award ausgezeichnet. Im gleichen Jahr folgte der Red Dot Design Award für den Re-Launch der X-BIONIC-Website der unter seiner Führung entstand. Gleichzeitig prägte Lambertz durch diverse Fotoshootings das Gesicht der Marken.
Parallel zu dieser Tätigkeit entwickelte er sein fotografisches Schaffen weiter und begann 2015 mit der Konzeption der Serie Chalets of Switzerland in der er sich mit seiner Wahlheimat Schweiz auseinandersetzt.
2019 eröffnete Lambertz sein Atelier im Zentrum von Lachen am Zürichsee, in dem er zeitweise andere Fotografen ausstellt, wie zum Beispiel Joni Hedinger vom  Schweizer Fotografenkollektiv The Alpinists und Nicolas Mériel.

## Werk
Patrick Lambertz künstlerische Verbindung zu den Fotografen der Neuen Sachlichkeit ist unverkennbar. Das Serielle und Typologische spielt in seinen Arbeiten eine zentrale Rolle ähnlich wie bei Karl Blossfeldt und Bernd und Hilla Becher. 2022 erschien im Hartmann Verlag sein erster Fotoband zu Chalets of Switzerland der in enger Zusammenarbeit mit dem  niederländischen Fotobuchdesigner  SYB konzipiert und umgesetzt wurde. Textbeiträge stammen von Daniel Blochwitz (Kurator des Fotofestival Lenzburg und Mitglied der Deutschen Fotografischen Akademie), Edwin Huwyler (ehem. wissenschaftlicher Leiter des Freilichtmuseum Ballenberg) und Monika Twerenbold (Denkmalpflegerin des Kantons Schwyz). Das Buchprojekt wurde gefördert von der Kulturförderung des Lotteriefonds des Kanton Schwyz und der  Markant Stiftung.

## Kunstmarkt
Patrick Lambertz Werke befinden sich im Besitz privater und institutioneller Sammlungen. Er wird in der Schweiz von der Galerie Petra Gut Contemporary mit Sitz in Zürich und St. Moritz vertreten. In Deutschland vertritt ihn die Galerie Freitag 18.30 in Aachen.

## Ausstellungen
- 2024: Galerie 94, Baden, Einzelausstellung
- 2024: Europäische Kulturhauptstadt 2024 / Internationale Stiftung Mozarteum, Salzburg, Gruppenausstellung Zeitreise
- 2024: Europäische Kulturhauptstadt 2024, Narzissendorf Zloam, Gruppenausstellung
- 2024: Galerie Freitag 18.30, Aachen, Gruppenausstellung / Jubiläumsausstellung der Galerie
- 2024: Petra Gut Contemporary, St. Moritz, Gruppenausstellung
- 2024: Wirtschaftsforum der SPD e.V., Berlin, Gruppenausstellung
- 2023: Galerie Hofmatt, Sarnen, Einzelausstellung
- 2023: Galerie Freitag 18.30, Aachen, Einzelausstellung
- 2023: Kontur Kunstverein, Stuttgart, Gruppenausstellung
- 2022: Deutsche Botschaft Bern, Einzelausstellung
- 2022: ArtKarlsruhe, Karlsruhe, Kunstmesse
- 2022: Prolab, Einzelausstellung, Stuttgart
- 2022: Hartmann Projects, Einzelausstellung, Stuttgart
- 2021: PhotoSchweiz, Zürich[10]
- 2021: PhotoBasel mit Galerie94 und Hartmann Books
- 2021: Petra Gut Contemporary, Zürich[8]
- 2020: Galerie Reinart, Gruppenausstellung Aquadrom 2, Schaffhausen[11]
- 2019: Kunsthaus Glarus/Güterschuppen, Gruppenausstellung Swissness Applied, Glarus[12]
- 2019: Kunstfenster Belvédère Asset Management, Einzelausstellung
- 2019: Breitenhof, Altendorf
- 2019: PhotoSchweiz
- 1995: Hilfe für Tuzla, Gemeinschaftsausstellung und Auktion, Altes Kurhaus Aachen
- 1995: Einzelausstellung bei der SPD Aachen
- 1994: Kunstauktion Zukunft unter Schirmherrschaft der SPD Aachen
- 1994: Gemeinschaftsausstellung DJF, Leipzig
- 1993: Gemeinschaftsausstellung DJF, Leipzig

## Auszeichnungen
- 2002: Förderpreis Kamera der Filmstiftung NRW, 13. Deutscher Kamerapreis
- 2002: Nominierung für den besten Schnitt, 13. Deutscher Kamerapreis
- 2001: Nominiert für den Deutschen Kurzfilmpreis mit dem Kurzfilm Gleisarbeiter
- 1994: Preisträger beim Deutschen Jugendfotopreis
- 1993: Preisträger beim Deutschen Jugendfotopreis

## Veröffentlichungen
- Häuser, die Sehnsüchte wecken: Rezension von Stefan Fischer in Sueddeutsche Zeitung vom 16. Dezember 2022[13]
- Gefroren im Weiss: Chalets of Switzerland von Wolfram Meister in Bianco - Alpine Lifestyle Magazine vom 15. Dezember 2022
- Markus Hartmann (Hrsg.): Chalets of Switzerland - Patrick Lambertz. Hartmann Books, 2022, ISBN 978-3-96070-073-9[5]
- Weisse Inseln der Zeit: Buchbesprechung von Freddy Langer in Frankfurter Allgemeine Zeitung vom 23. Juni 2022[1]
- Die Architektur der Jagd: Artikel in Draussen, Sonderpublikation von Modulør vom 20. Mai 2022
- Portfolio Schweizer Hüttenzauber: Artikel in Fotomagazin, von Damian Zimmermann vom 12. März 2022[14]
- Wohnen im Alpenraum - Die nüchterne Welt des Châlets: Artikel in Swissinfo von Ester Unterfinger, erschienen am 23. Februar 2019[15]
- Solitäre im Schnee: Artikel in NZZ/Bellevue von Roberto Zimmermann, erschienen am 4. Februar 2017[16]
- Chalets of Switzerland: Artikel in Hochedel Luxury Magazin, 2019[17]
- Foto Essay in Marlowes Blog[18]
- Erfolgsstory: Interview mit Michel Pernet in Photo Schweiz, 2022[10]
- Foto Essay: Atlas of Places[19]
- Buchbesprechung in SchwyzKultur zur Neuerscheinung Chalets of Switzerland[20]